# Nabis sylvestris
Nabis sylvestris är en insektsart som först beskrevs av George Willis Kirkaldy 1908.  Nabis sylvestris ingår i släktet Nabis och familjen fältrovskinnbaggar. Inga underarter finns listade i Catalogue of Life.